# ولاية البراكنة
ولاية البراكنة هي إحدى ولايات جنوب موريتانيا، عاصمتها ألاك وتبعد عن العاصمة 250 كم.

## السكان
يبلغ عدد سكان لبركنة 247000 نسمة.

## مقاطعات ولاية البراكنة
تقسم ولاية البراكنة إلى خمس مقاطعات:

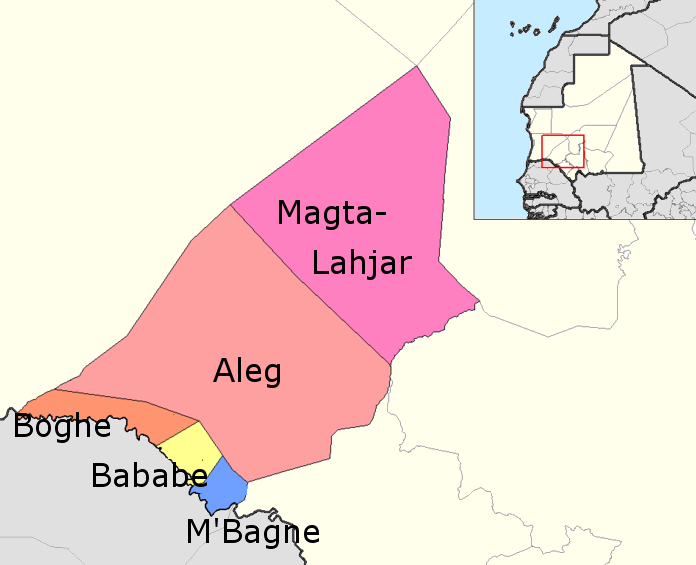
مقاطعات ولاية البراكنة

1. مقاطعة ألاك
2. مقاطعة بابابي
3. مقاطعة بوكي
4. مقاطعة أمباني
5. مقاطعة مقطع لحجار